# سجاد

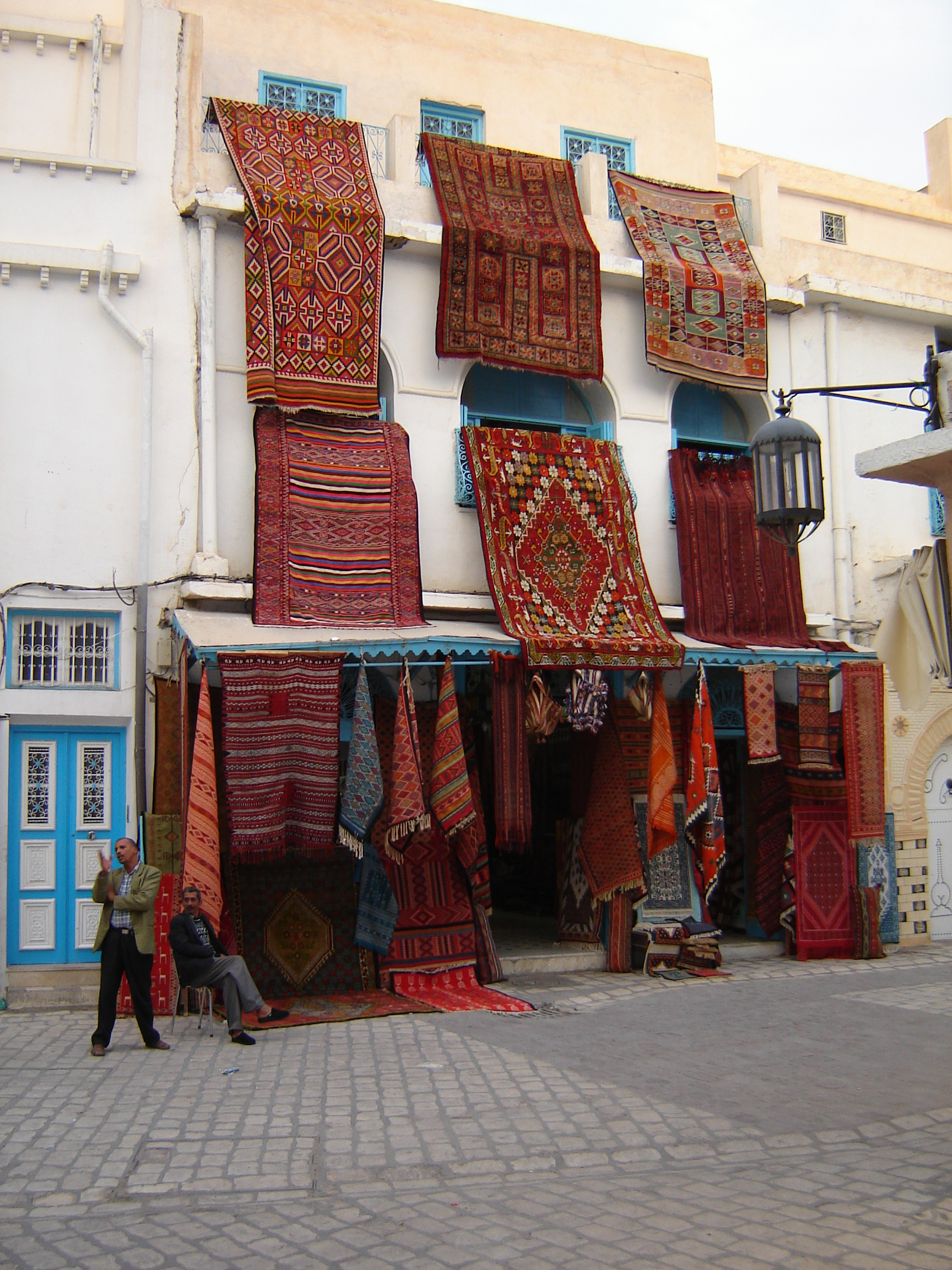
متجر يعرض سجاد تقليدي بالقيروان.

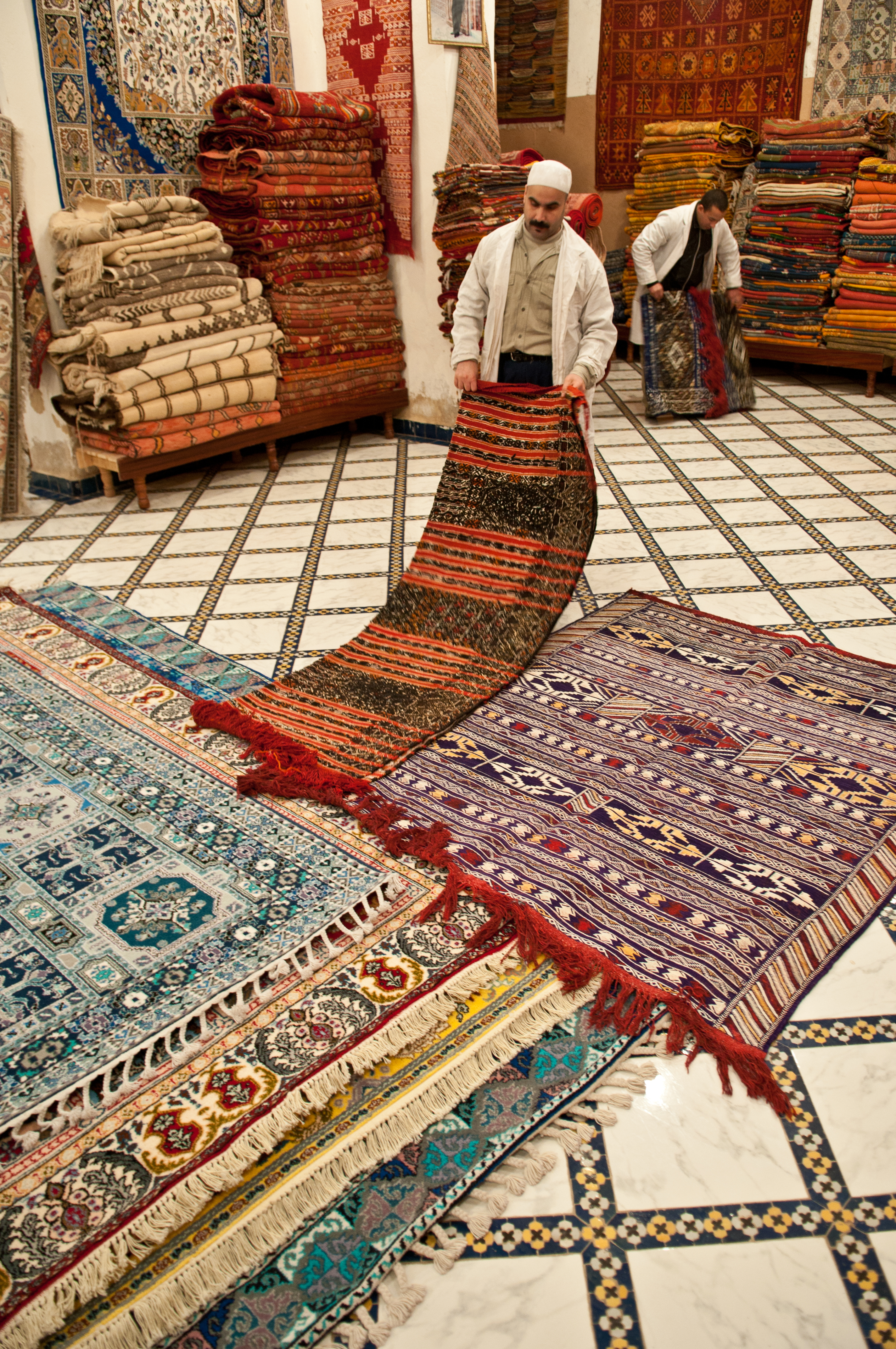
بائعو السجاد في سوق بمدينة فاس

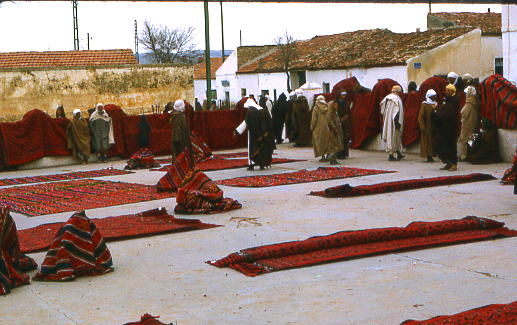
معرض سجاد تقليدي بآفلو بـالأغواط.

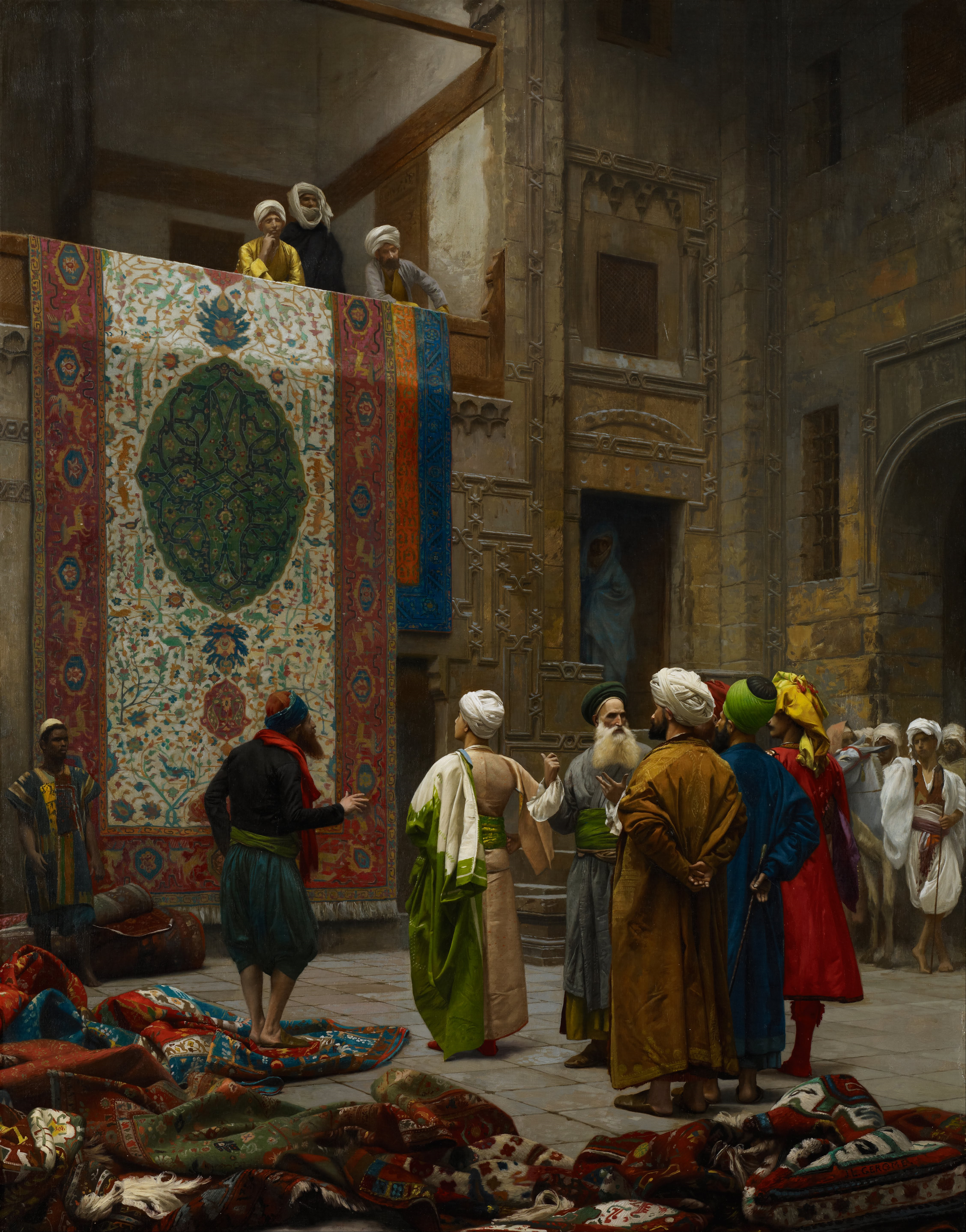
لوحة بائع السجاد في القاهرة.

السجاد أو البساط هو نوع من الفرش، الذي تفرش به أرضيات المنازل والمكاتب، وتعلق أيضاً على الجدران للزينة والمحافظة على نظافتها. ومن أشهر أنواعه السجاد الإيراني الذي يتميز بجودته وصناعته اليدوية.
قبل خمسمائة سنة، كان يستعمل نبات الأسل قبل اكتشاف السجاد وكان يغير من فترة لفترة. ولأهمية السجاد في تلك السنين كان يقدم كهدايا ثمينة في البعثات الأوروبية.
ومن أنواع السجاد المحاك بواسطة الآت الحياكة يوجد الموكيت والديكور الداخلي للسجاد حيث يستعمل كعنصر رئيسي في الديكور، فهو يؤمن الدفء ويبرز فخامة المفروشات وجمالياتها، كما يساعد على إشاعة جو من الراحة والهدوء على الأجواء بخفضه نسبة الضجيج وعزل الصوت، لا سيّما مع تنوع أشكاله وألوانهِ ونقوشه التي تتماشى مع مختلف الأذواق والأساليب.

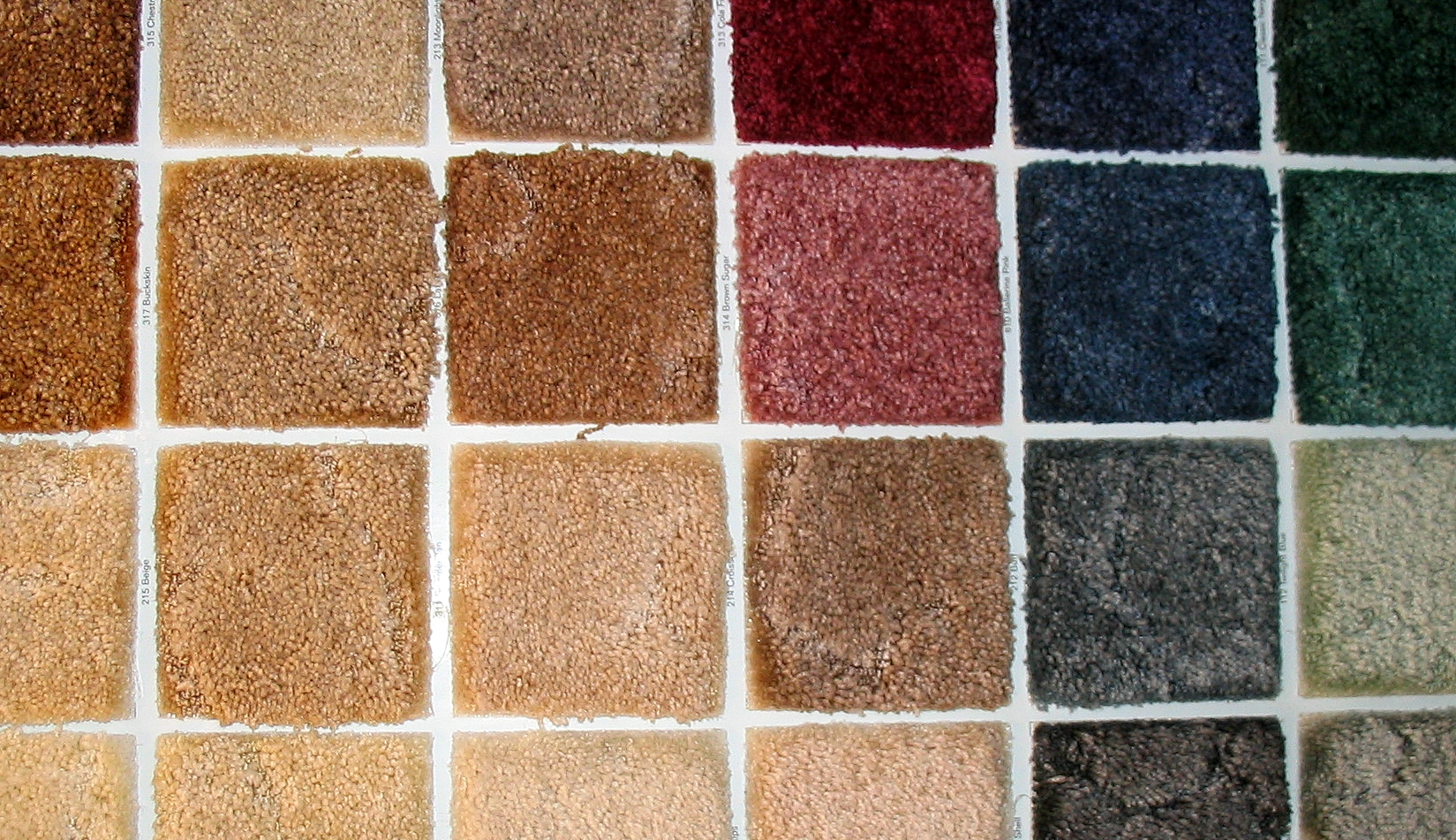
نماذج من الموكيت

ويعتبر خبراء الديكور الداخلي أن السجادة يمكن أن تشكل قطعة زخرفية مهمّة وخصوصا إذا ما اختيرت النوعية الجيدة التي تلائم الطابع العام للمنزل، كأن يُختار السجاد الحديث الذي تدخل في تركيبته الخيوط القطنية والصوف والنقوش الهندسية مع الأثاث العصري، والسجاد الشرقي والفارسي والقوقازي عندما يكون الأثاث كلاسيكيا.
ورغم التقدم التكنولوجي في صناعة السجاد وتنوع تصاميمه، التي أصبحت مطروحة بأسعار منخفضة، يبقى السجاد الشرقي بما يضفيه من سحر على المنزل يرتقي بقيمة الاثاث، الأكثر طلبا رغم غلاء ثمنه، لا سيما أنه لا يتأثر بعوامل الزمن، بل تزداد قيمته مع الوقت. ويصنع هذا النوع من الصوف الخالص أو القطن والحرير مما يجعله أكثر مقاومة للرطوبة والتلف، ويتحدد سعر قطعته بحسب الحجم وجودة الحرفية في التصنيع والتصميم. وكلّما كان الرسم دقيقاً ويحمل تفاصيل متعدّدة وعقداً كثيرة ارتفعت قيمته المادية والجمالية أيضا. النقوش التي ترتبط بها هندسية، كالمربّعات والمثلثات، مع توفر أنواع أخرى تغلب عليها النباتات، خصوصا أنواع الأشجار كالسرو والرمان واللوز والجوز والورود، علاوة على مشاهد تعكس قصّة أو حكاية معينة، وجميعها تتطلب مهارات وخبرات عالية في العمل.
إلى جانب سجاد الأرض، هنا القطع الصغيرة التي يمكن الاستفادة منها لتزيين جدران المنزل لتشكل لوحات فنية تأسر العين.

## أنواعه
وفضلا عن السجاد الشرقي، هناك أنواع كثيرة وقيّمة أخرى كالتركي الذي يتميّز بألوانه الزاهية والجميلة وطابعه الزخرفي الإسلامي مع بعض الكتابات بالحروف العثمانية
ويعتبر من افخم الأنواع عالميا إذ يحاك من الحرير الذي يزيّن بخطوط مقصّبة وذهبية،
بينما يعتبر السجاد الإيراني أو العجمي من أقدم الأنواع ومعروف بارتفاع أسعاره إذ يعدّ من أغلى السجاد، وتتمّ حياكته بالصوف والحرير والقطن ويصل عدد عقده في بعض الأنواع إلى مليون عقدة، وتعكس نقوشه الحضارة الإيرانية من المتاحف والمساجد والقصور.

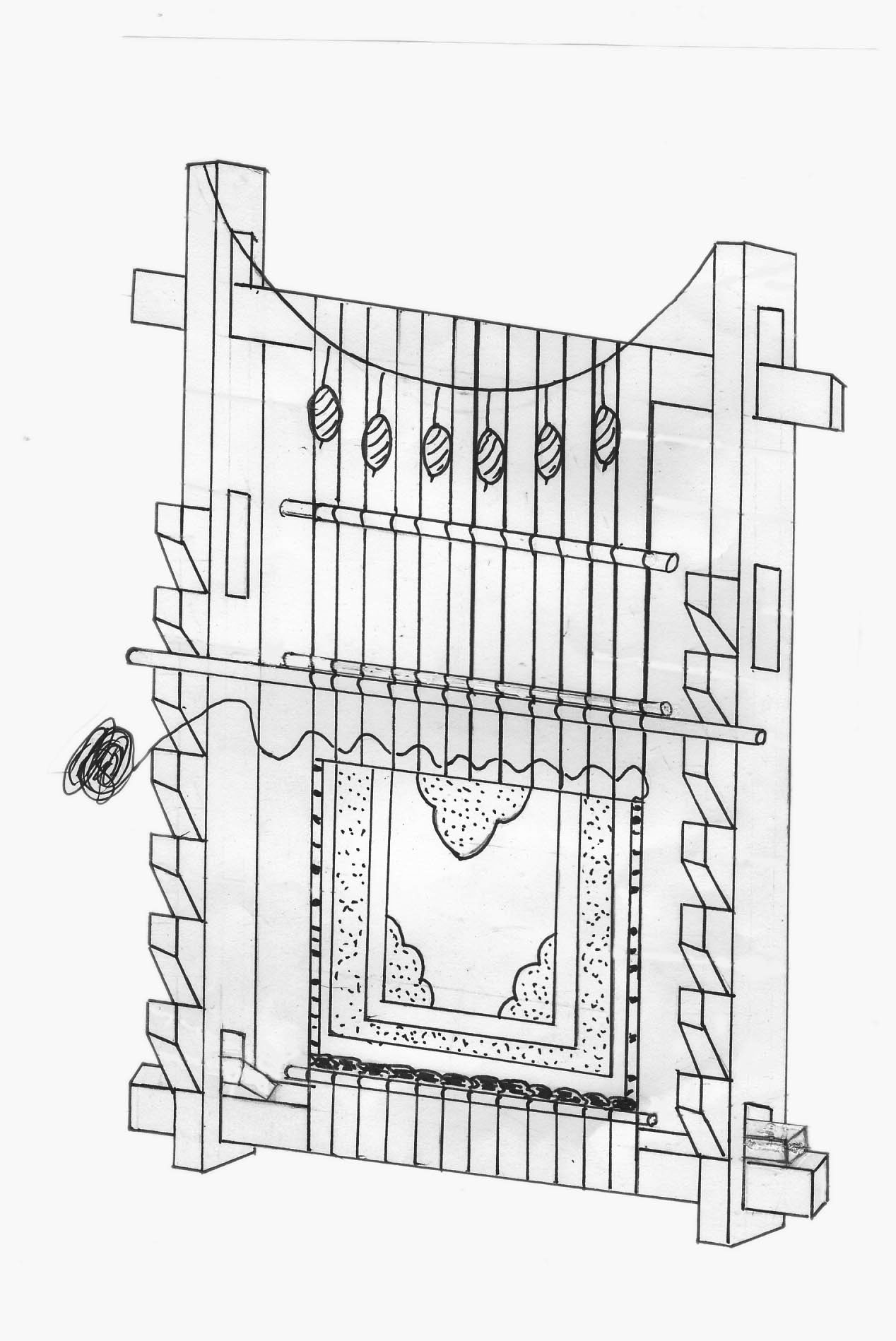

أما السجاد القوقازي فيصنع من الصوف الملوّن كالزهري أو الأزرق والأخضر أو الأصفر، ويجسّد في الغالب رموزاً هندسية مثل النجوم والمربعات أو الأزهار والحيوانات.
بالنسبة للنقوش الهادئة والكلاسيكية فتتجسد في السجاد الصيني الذي يتميّز بغنى ألوانه وحياكته المتقنة والتي ترتكز على الصوف عالي الجودة الظاهر على سطح السجادة. مشكلته الوحيدة، أي الصيني، أنه يفقد رونقه وقيمته مع مرور الزمن.

## صناعته

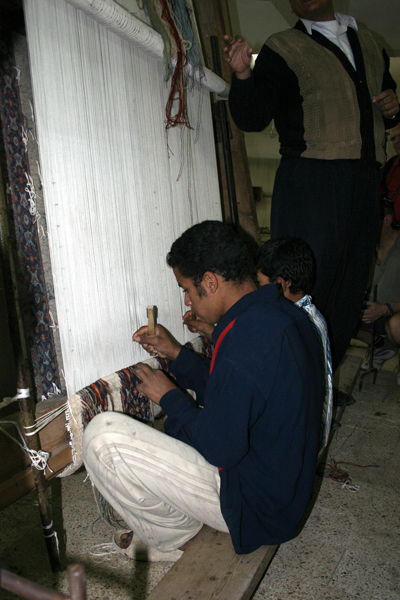
صناعة السجاد في مصر حديثا

## كيفية وضعه
لتجنّب الاصطدام بأطراف السجادة بالإمكان لصق قطع من الجلد على الأطراف أو درزها فتزيد بذلك وزن السجادة وثباتها.
كما ينصح مهندسو الديكور بإبعاد السجادة عن المداخل الرئيسية كي لا تتحوّل إلى ممسحة للاحذية وتفقد بالتالي قيمتها ورونقها، مع الإشارة إلى عدم استخدام السجاد نفسه شتاء وصيفا بل يجب اختيار المصنوع من الحرير والخيوط الناعمة في فصل الصيف كي لا يعكس الحرارة في أجواء الغرفة.
ينصح الخبراء بعدم غسل السجاد خلال الأشهر الأولى من شرائه للمحافظة قدر الإمكان على وبره الناعم وألوانه الساطعة، على أن ينظّف مرّة في الأسبوع بالمكنسة الكهربائية ويُمسح بعد ذلك بقطعة من القماش مبلّلة بالماء. كما ينصحون بغسله كلّ ستة أشهر لإزالة البقع والأوساخ المتراكمة، والابتعاد، قدر الإمكان، عن استعمال الفرشاة القاسية خشية التأثير على لونه ووبره، مع ضرورة تهويته دورياً وعدم ضربه تجنباً لإتلاف خيوطه.
وينظّف السجاد تنظيفاً كاملاً كل سنتين ويفضّل عندها الاستعانة بالشركات المتخصصة في تنظيف السجاد التي تستخدم جهازاً أشبه بمكنستين يعمل بطريقة البخار والضغط دون الحاجة إلى استعمال المساحيق أو الفرشاة للمحافظة قدر المستطاع على وبره ولمعانه من التلف، على أن يتعرّض لحرارة الشمس مدّة معينة لإزالة الرطوبة منه قبل تخزينه من سنة إلى أخرى.